# Werner Gollert
Werner Gollert (* 20. Januar 1900 in Neuruppin; † 6. März 1961 in Oldenburg) war ein deutscher Architekt und Regierungsbaumeister.

## Leben
Werner Gollert studierte Architektur an der Technischen Hochschule Charlottenburg (TH) und der Universität zu Berlin und erhielt am 15. April 1922 von der TH sein Diplom. Im Mai 1925 bestand er die große Staatsprüfung am Technischen Oberprüfungsamt Berlin und wurde anschließend Regierungsbaumeister in der Preußischen Staatshochbauverwaltung. Als solcher arbeitete er unter anderem bei den Preußischen Hochbauämtern in Beuthen und Prenzlau.
Nach der Machtergreifung durch die Nationalsozialisten war Gollert von 1933 bis 1934 Mitglied im NSFK. Er wechselte 1935 in das Reichsluftfahrtministerium, wo er zum Chef der Luftwaffenbauverwaltung aufstieg. Hier stand er in vielfachem Kontakt unter anderem zu dem Architekten Ernst Sagebiel. Am 1. September 1944 wurde er zum Ministerialdirigenten ernannt.
1945 geriet Gollert in Kriegsgefangenschaft.
Nach seiner Entlassung aus der Gefangenschaft übernahm Gollert zum 1. Juli 1948 bis zu seinem Lebensende 1961 die Leitung der Abteilung Hochbau im Niedersächsischen Finanzministerium. In diesem Zeitraum arbeitete er eng mit der hannoverschen Bauverwaltung unter dem Stadtbaurat Rudolf Hillebrecht zusammen hinsichtlich der geplanten staatlichen Hochbauten im Zuge eines Neuaufbaues der nunmehrigen Landeshauptstadt Hannover.
Ab dem 18. Februar 1955 übernahm Gollert zudem eine Honorarprofessur in Braunschweig an der dortigen Technischen Hochschule. Gut ein Jahr später wurde er am 29. Juni 1956 mit der Ehrendoktorwürde der Technischen Hochschule Hannovers geehrt.
Werner Gollert starb durch am 6. März 1961 einen Verkehrsunfall in Oldenburg.

## Schriften (Auswahl)
- Werner Gollert (Hrsg.): Der staatliche Hochbau im Lande Niedersachsen. 189 Seiten mit zahlreichen Abbildungen, Widmann, München 1957.